# Chloroplastmembraan
Een chloroplast wordt omgeven door verschillende membranen die essentieel zijn voor haar functioneren. Chloroplasten beschikken net als mitochondriën over een dubbel membraan dat de chloroplast-envelop wordt genoemd. Een chloroplast heeft ook een inwendig membraansysteem: de thylakoïden. Chloroplasten van organismen die secundaire endosymbiose hebben ondergaan, kunnen bovendien één of twee extra membranen bevatten. Dit is het geval bij de eugleniden en chlorarachniofyten.
Chloroplasten waren oorspronkelijk fotosynthetiserende cyanobacteriën die door middel van endosymbiose in een voorouderlijke eukaryote cel zijn gaan leven. Gedurende miljoenen jaren veranderde deze endosymbiotische cyanobacterie qua structuur en functie: het behield zijn eigen DNA en zijn vermogen om zich te delen, maar verloor zijn zelfstandigheid door de overdracht van enkele van zijn genen naar het nucleaire genoom.

## Opbouw chloroplast-envelop
Het buiten- en binnenmembraan die in het chloroplast-envelop voorkomen bestaan op hun beurt weer uit een dubbele laag lipiden, met een dikte van 6 tot 8 nanometer. Het buitenmembraan bestaat uit 48% fosfolipiden, 46% galactolipiden en 7% sulfolipiden, terwijl het binnenmembraan uit 16% fosfolipiden, 79% galactolipiden en 5% sulfolipiden bestaat.
Het buitenmembraan is permeabel voor de meeste ionen en metabolieten, maar het binnenmembraan van de chloroplast vertoont voor de meeste stoffen een hoge selectiviteit door middel van transporteiwitten. Koolhydraten worden bijvoorbeeld over het binnenmembraan getransporteerd door een triosefosfaat-translocator. De twee omhullende membranen worden gescheiden door een dunne opening van 10 tot 20 nanometer: de intermembraanruimte.

## Thylakoïdemembranen
Het dikke grondvloeistof die het inwendig milieu van chloroplasten vult wordt het stroma genoemd. In het stroma is een complex systeem van aaneengeschakelde membranen ingebed die thylakoïden worden genoemd. Het thylakoïdemembraan is vergelijkbaar in lipidesamenstelling met het binnenmembraan van de chloroplast, omdat het eveneens uit 78% galactolipiden, 15,5% fosfolipiden en 6,5% sulfolipiden bestaat. Het thylakoïdemembraan omsluit een waterig compartiment dat het lumen wordt genoemd.
De membranen van thylakoïden bevatten veel eiwitcomplexen: deze laten moleculaire processen verlopen die essentieel zijn voor de fotosynthese. Fotosynthetische pigmenten zoals de chlorofyllen a, b, c en enkele andere, zoals xanthofyllen, carotenoïden, fycobilinen zijn eveneens verankerd in deze membranen. Met uitzondering van chlorofyl a zijn alle hiervoor genoemde pigmenten "accessoire" en dragen ze energie over aan de fotosystemen.